# Gran Premi dels Països Baixos de Motocròs 500cc
|  | Per a altres significats, vegeu «Gran Premi dels Països Baixos de Motocròs». |

El Gran Premi dels Països Baixos de Motocròs en la cilindrada de 500cc (en neerlandès, Grote Prijs van Nederland motorcross 500cc), abreujat GP dels Països Baixos de 500cc, fou una prova internacional de motocròs que es va celebrar anualment als Països Baixos entre el 1953 i el 2003, és a dir, des de la segona edició del Campionat d'Europa fins al final del Campionat del Món d'aquesta cilindrada (el 2004, la històrica categoria dels 500cc fou reconvertida a la ja desapareguda MX3). Anomenat inicialment només "Gran Premi dels Països Baixos de Motocròs", no fou fins a la segona Copa d'Europa de 250cc, el 1958, quan se'l va començar a conèixer amb l'afegitó de la cilindrada ("Gran Premi dels Països Baixos de Motocròs de 500cc") per tal de diferenciar-lo del Gran Premi dels Països Baixos de Motocròs de 250cc, amb el qual convisqué des d'aleshores en circuits i dates separats.
Celebrat habitualment a l'estiu, el GP dels Països Baixos de 500cc era un dels més antics de tots els que es disputaven a l'època i, juntament amb els de Bèlgica i Gran Bretanya, un dels més emblemàtics de la història del motocròs. Sovint, el GP dels Països Baixos se celebrava a finals de juliol i precedia el Gran Premi per excel·lència del mundial, el de Bèlgica, després del qual començava la recta final de la temporada. Tot i que, al llarg dels anys, el Gran Premi es disputà en un total de 14 escenaris diferents, els més habituals varen ser els de Markelo, Sint Anthonis (al mateix circuit on se celebrà durant dècades el Motocross der Azen), Lichtenvoorde i Norg. D'ençà de la dècada del 1980, el circuit que es va fer servir més sovint fou el de Valkenswaard, amb un total de 9 edicions disputades entre el 1980 i el 2003.

## Edicions
| Població      | Municipi            | Província        | De   | A    | Edicions |
| ------------- | ------------------- | ---------------- | ---- | ---- | -------- |
| Norg          | Noordenveld         | Drenthe          | 1953 | 1991 | 8        |
| Markelo       | Hof van Twente      | Overijssel       | 1954 | 1986 | 5        |
| Schijndel     | Schijndel           | Brabant del Nord | 1956 | 1956 | 1        |
| Lichtenvoorde | Oost Gelre          | Gelderland       | 1957 | 1988 | 7        |
| Sint Anthonis | Sint Anthonis       | Brabant del Nord | 1958 | 1983 | 6        |
| Bergharen     | Wijchen             | Gelderland       | 1960 | 1965 | 2        |
| Dreumel       | West Maas en Waal   | Gelderland       | 1961 | 1961 | 1        |
| Valkenswaard  | Valkenswaard        | Brabant del Nord | 1980 | 2003 | 9        |
| Halle         | Bronckhorst         | Gelderland       | 1984 | 2000 | 3        |
| Heerlen       | Heerlen             | Limburg          | 1987 | 1987 | 1        |
| Mill          | Mill en Sint Hubert | Brabant del Nord | 1993 | 1994 | 2        |
| Rhenen        | Rhenen              | Utrecht          | 1995 | 1998 | 2        |
| Berghem       | Oss                 | Brabant del Nord | 1996 | 1996 | 1        |
| Lierop        | Someren             | Brabant del Nord | 1999 | 2003 | 3        |
| Total         | 14                  |                  |      |      | 51       |

## Palmarès
Font:
| Edició  | Any  | Lloc          | Data            | Guanyador                       | Guanyador      |
| ------- | ---- | ------------- | --------------- | ------------------------------- | -------------- |
| I       | 1953 | Norg          | 13-14 de maig   | Auguste Mingels                 | Matchless      |
| II      | 1954 | Markelo       | 12-13 de juny   | Jeff Smith                      | BSA            |
| III     | 1955 | Norg          | 3-4 de setembre | Sten Lundin                     | BSA            |
| IV      | 1956 | Schijndel     | 12-13 de maig   | Jan Clijnk                      | BSA            |
| V       | 1957 | Lichtenvoorde | 27-28 de juliol | Bill Nilsson                    | Crescent-AJS   |
| VI      | 1958 | Sint Anthonis | 26-27 de juliol | John Draper                     | BSA            |
| VII     | 1959 | Norg          | 25-26 de juliol | Broer Dirkx                     | BSA            |
| VIII    | 1960 | Bergharen     | 23-24 de juliol | Bill Nilsson                    | Husqvarna      |
| IX      | 1961 | Dreumel       | 29-30 de juliol | Broer Dirkx                     | BSA            |
| X       | 1962 | Lichtenvoorde | 28-29 de juliol | Rolf Tibblin · Gunnar Johansson | Husqvarna Lito |
| XI      | 1963 | Markelo       | 18-19 de maig   | Rolf Tibblin                    | Husqvarna      |
| XII     | 1964 | Norg          | 23-24 de maig   | Jeff Smith                      | BSA            |
| XIII    | 1965 | Bergharen     | 24-25 de juliol | Jeff Smith                      | BSA            |
| XIV     | 1966 | Lichtenvoorde | 23-24 de juliol | Rolf Tibblin                    | ČZ             |
|         | 1967 | No es disputà | No es disputà   | No es disputà                   | No es disputà  |
| XV      | 1968 | Sint Anthonis | 27-28 de juliol | John Banks                      | BSA            |
| XVI     | 1969 | Norg          | 17-18 de maig   | Arne Kring                      | Husqvarna      |
| XVII    | 1970 | Lichtenvoorde | 2-3 de maig     | Arne Kring                      | Husqvarna      |
| XVIII   | 1971 | Sint Anthonis | 21-22 d'agost   | Roger De Coster                 | Suzuki         |
|         | 1972 | No es disputà | No es disputà   | No es disputà                   | No es disputà  |
| XIX     | 1973 | Sint Anthonis | 18-19 d'agost   | Åke Jonsson                     | Yamaha         |
| XX      | 1974 | Markelo       | 27-28 de juliol | Roger De Coster                 | Suzuki         |
| XXI     | 1975 | Lichtenvoorde | 26-27 de juliol | Gerrit Wolsink                  | Suzuki         |
|         | 1976 | No es disputà | No es disputà   | No es disputà                   | No es disputà  |
| XXII    | 1977 | Norg          | 7-8 de maig     | Heikki Mikkola                  | Yamaha         |
| XXIII   | 1978 | Sint Anthonis | 26-27 d'agost   | Gerrit Wolsink                  | Suzuki         |
| XXIV    | 1979 | Markelo       | 28-29 de juliol | Gerrit Wolsink                  | Suzuki         |
| XXV     | 1980 | Valkenswaard  | 14-15 de juny   | André Vromans                   | Yamaha         |
| XXVI    | 1981 | Lichtenvoorde | 18-19 de juliol | André Malherbe                  | Honda          |
| XXVII   | 1982 | Norg          | 1-2 de maig     | André Vromans                   | Suzuki         |
| XXVIII  | 1983 | Sint Anthonis | 20-21 d'agost   | André Malherbe                  | Honda          |
| XXIX    | 1984 | Halle         | 16-17 de juny   | Eric Geboers                    | Honda          |
| XXX     | 1985 | Valkenswaard  | 15-16 de juny   | Dave Thorpe                     | Honda          |
| XXXI    | 1986 | Markelo       | 26-27 d'abril   | Dave Thorpe                     | Honda          |
| XXXII   | 1987 | Heerlen       | 18-19 de juliol | Kurt Nicoll                     | Kawasaki       |
| XXXIII  | 1988 | Lichtenvoorde | 16-17 de juliol | Eric Geboers                    | Honda          |
| XXXIV   | 1989 | Valkenswaard  | 1-2 d'abril     | Dirk Geukens                    | Honda          |
| XXXV    | 1990 | Valkenswaard  | 31m-1 d'abril   | Billy Liles                     | Kawasaki       |
| XXXVI   | 1991 | Norg          | 1-2 de juny     | Jacky Martens                   | KTM            |
| XXXVII  | 1992 | Valkenswaard  | 18-19 de juliol | Billy Liles                     | Honda          |
| XXXVIII | 1993 | Mill          | 17-18 de juliol | Jorgen Nilsson                  | Honda          |
| XXXIX   | 1994 | Mill          | 18-19 de juny   | Jacky Martens                   | Husqvarna      |
| XL      | 1995 | Rhenen        | 19-20 d'agost   | Trampas Parker                  | KTM            |
| XLI     | 1996 | Berghem       | 15-16 de juny   | Leon Giesbers                   | KTM            |
| XLII    | 1997 | Halle         | 7-8 de juny     | Joël Smets                      | Husaberg       |
| XLIII   | 1998 | Rhenen        | 8-9 d'agost     | Joël Smets                      | Husaberg       |
| XLIV    | 1999 | Lierop        | 4-5 de setembre | Joël Smets                      | Husaberg       |
|         |      |               |                 |                                 |                |
| XLV     | 2000 | Valkenswaard  | 8-9 d'abril     | Marnicq Bervoets                | Yamaha         |
| XLVI    | 2000 | Halle         | 26-27 d'agost   | Joël Smets                      | KTM            |
|         |      |               |                 |                                 |                |
| XLVII   | 2001 | Valkenswaard  | 31m-1 d'abril   | Joël Smets                      | KTM            |
| XLVIII  | 2001 | Lierop        | 1-2 de setembre | Joël Smets                      | KTM            |
|         |      |               |                 |                                 |                |
| XLIX    | 2002 | Valkenswaard  | 23-24 de març   | Joël Smets                      | KTM            |
|         |      |               |                 |                                 |                |
| L       | 2003 | Valkenswaard  | 12-13 d'abril   | Joël Smets                      | KTM            |
| LI      | 2003 | Lierop        | 9-10 d'agost    | Joël Smets                      | KTM            |

Notes
1. ↑  El 1958, el GP dels Països Baixos de 500cc ho fou alhora de 250cc i puntuà per a la Copa d'Europa de la cilindrada. Aquesta taula reflecteix només els resultats de la categoria de 500cc/650cc.
2. ↑  Ex aequo amb Gunnar Johansson.
3. ↑  Del 2000 al 2003, el GP dels Països Baixos ho fou alhora de 125, 250 i 500cc, tot i que aquest darrer any els 250cc es conegueren com a Motocross GP i els 500cc com a 650cc. Aquesta taula reflecteix només els resultats de la categoria de 500cc/650cc.
4. ↑  El 2003, els 500cc es conegueren com a 650cc.

## Estadístiques
S'han considerat tots els resultats compresos entre el 1953 i el 2003.

### Guanyadors múltiples

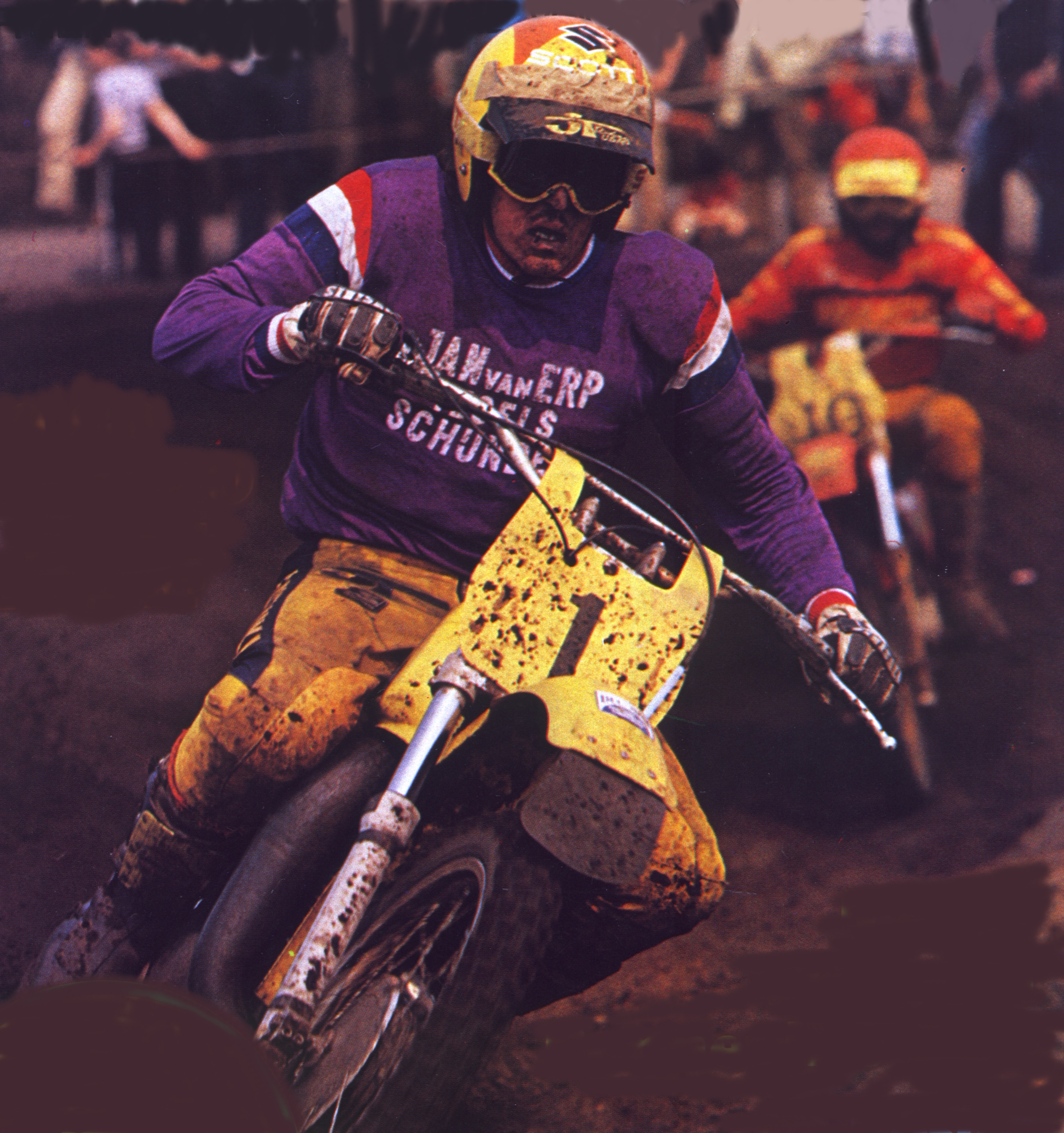
Gerrit Wolsink (3 victòries al Gran Premi) davant de Toon Karsmakers a Markelo el

| Pilot           | Victòries |
| --------------- | --------- |
| Joël Smets      | 9         |
| Gerrit Wolsink  | 3         |
| Jeff Smith      | 3         |
| Rolf Tibblin    | 3         |
| André Malherbe  | 2         |
| André Vromans   | 2         |
| Eric Geboers    | 2         |
| Jacky Martens   | 2         |
| Roger De Coster | 2         |
| Broer Dirkx     | 2         |
| Arne Kring      | 2         |
| Bill Nilsson    | 2         |
| Dave Thorpe     | 2         |
| Billy Liles     | 2         |

### Victòries per país
| País          | Victòries |
| ------------- | --------- |
| Bèlgica       | 22        |
| Suècia        | 10        |
| Regne Unit    | 8         |
| Països Baixos | 7         |
| Estats Units  | 3         |
| Finlàndia     | 1         |
| Total         | 51        |

### Victòries per marca
| Marca        | Victòries |
| ------------ | --------- |
| BSA          | 9         |
| Honda        | 9         |
| KTM          | 9         |
| Husqvarna    | 6         |
| Suzuki       | 6         |
| Yamaha       | 4         |
| Husaberg     | 3         |
| Kawasaki     | 2         |
| Crescent-AJS | 1         |
| ČZ           | 1         |
| Lito         | 1         |
| Matchless    | 1         |
| Total        | 51        |

1. ↑  Ex aequo amb Husqvarna el 1962

## Galeria d'imatges

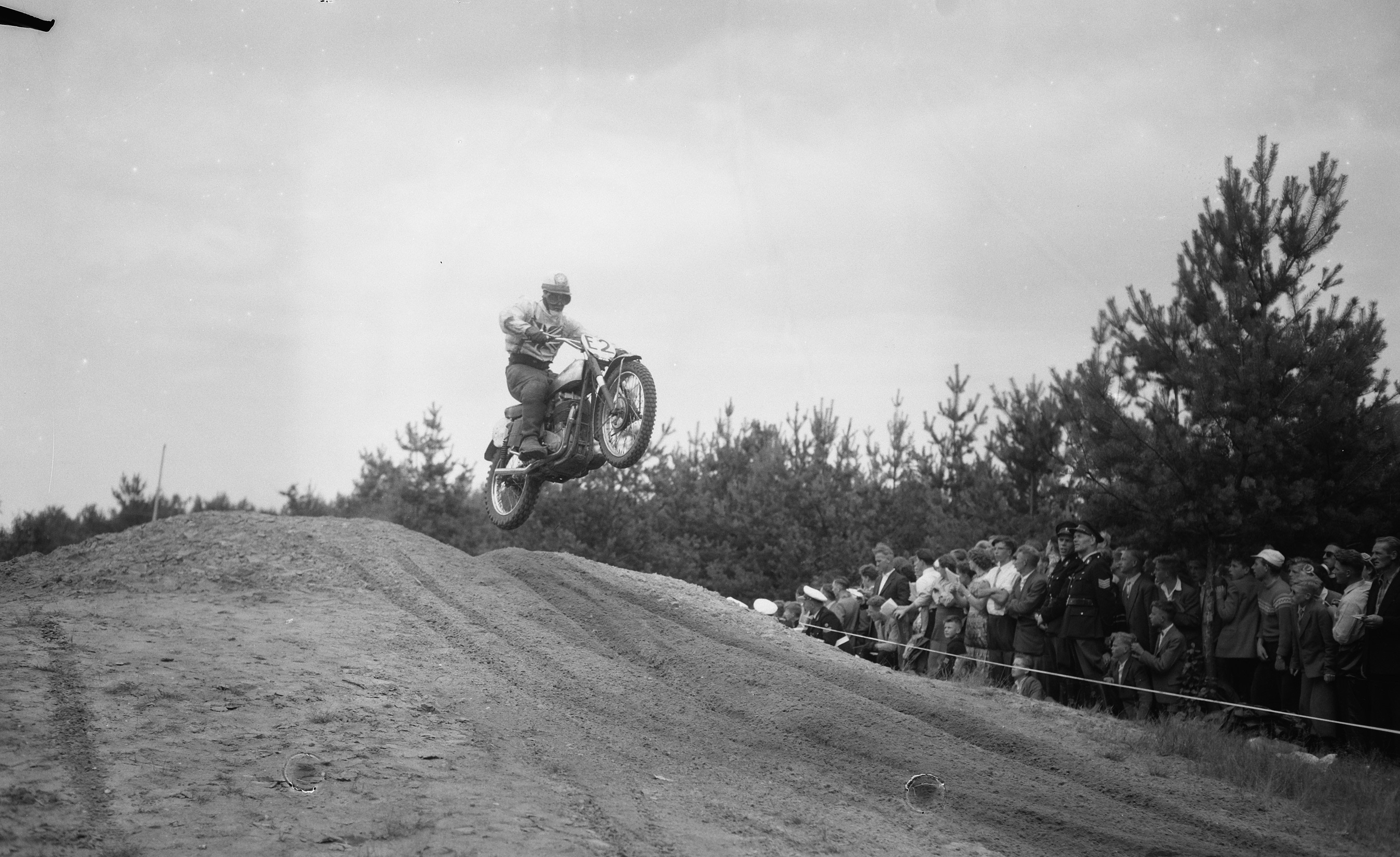
1957, Lichtenvoorde: Jeff Smith
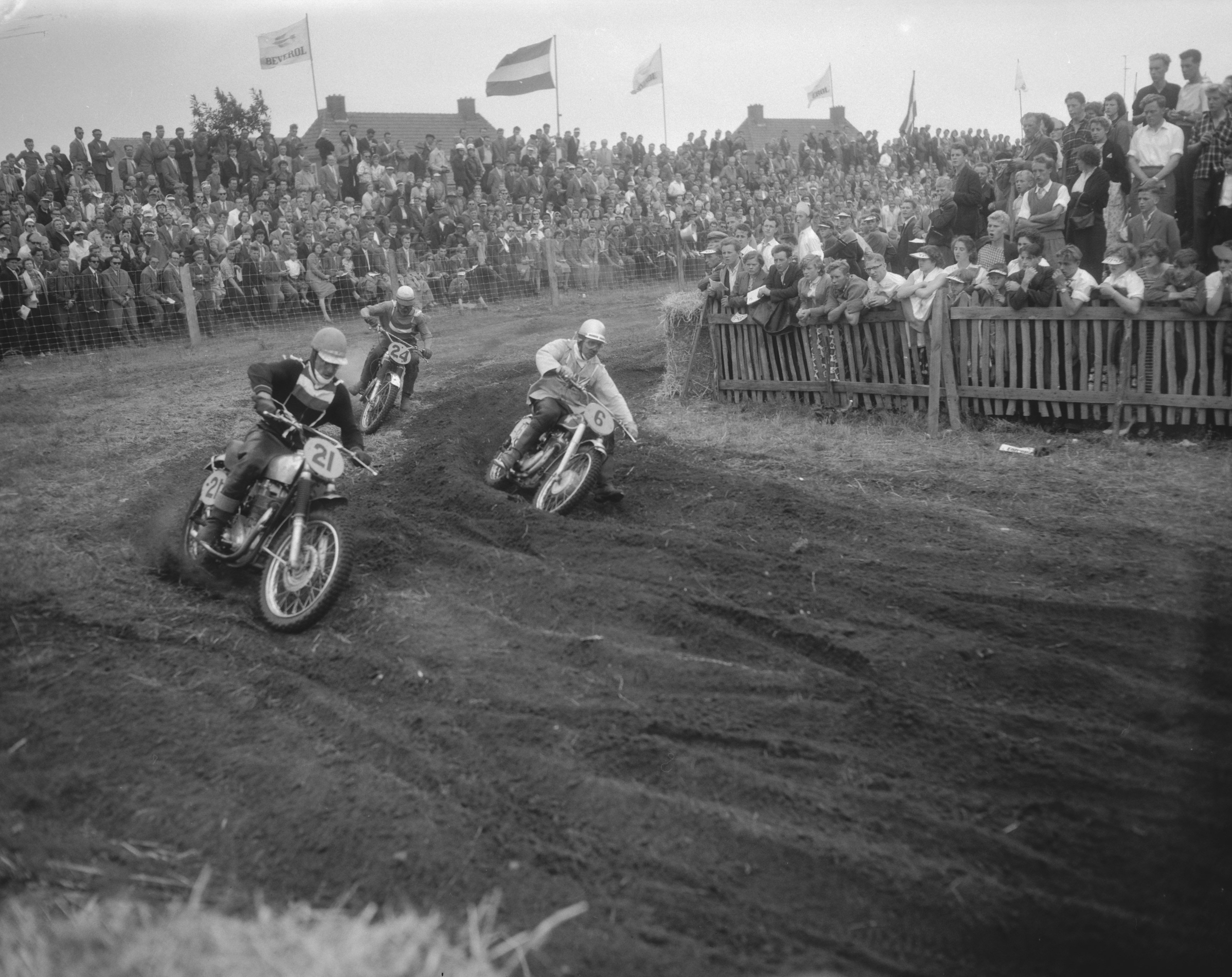
1958, Sint Anthonis
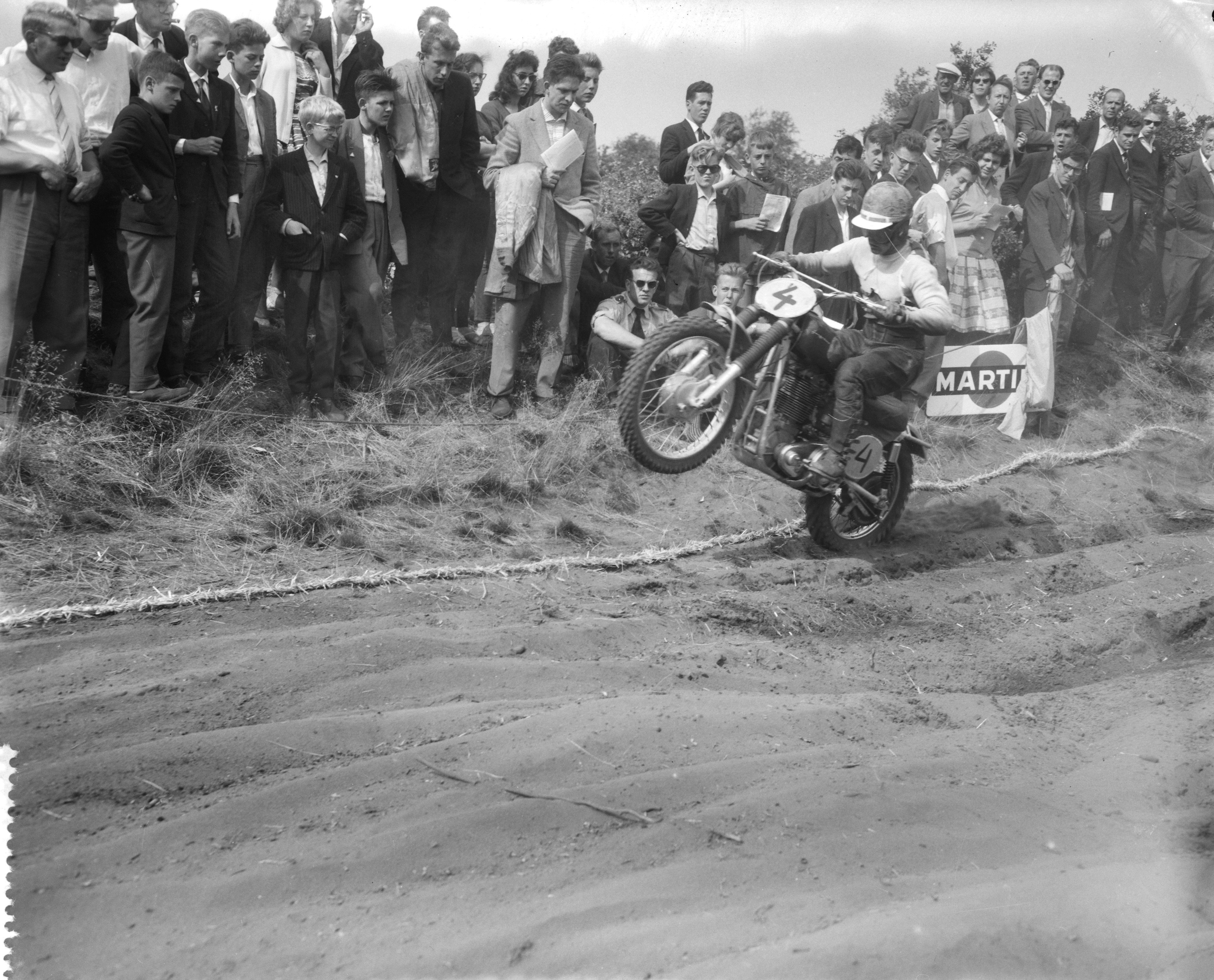
1960, Bergharen: Bill Nilsson (Husqvarna)
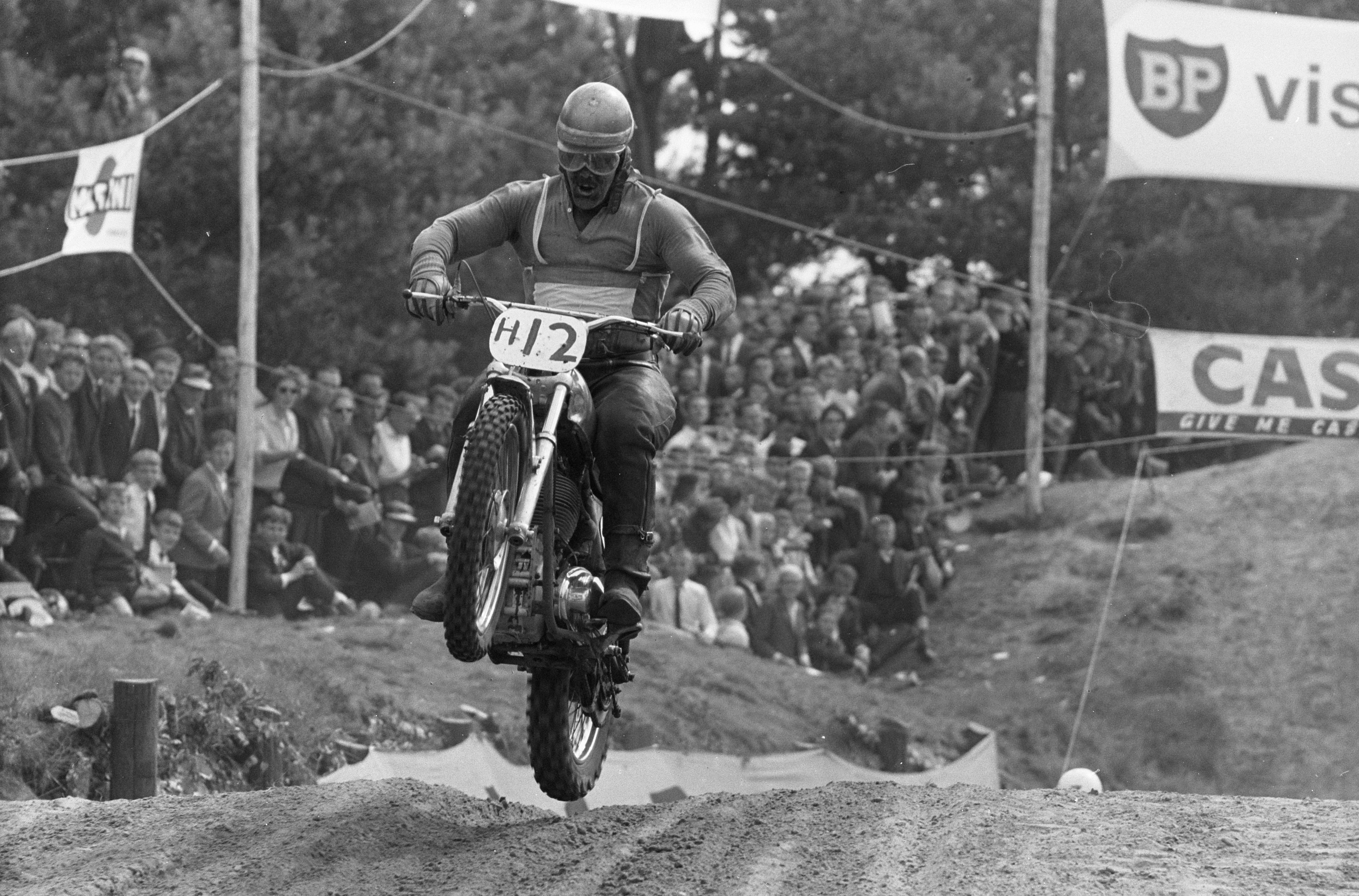
1962, Lichtenvoorde: Broer Dirkx (BSA)

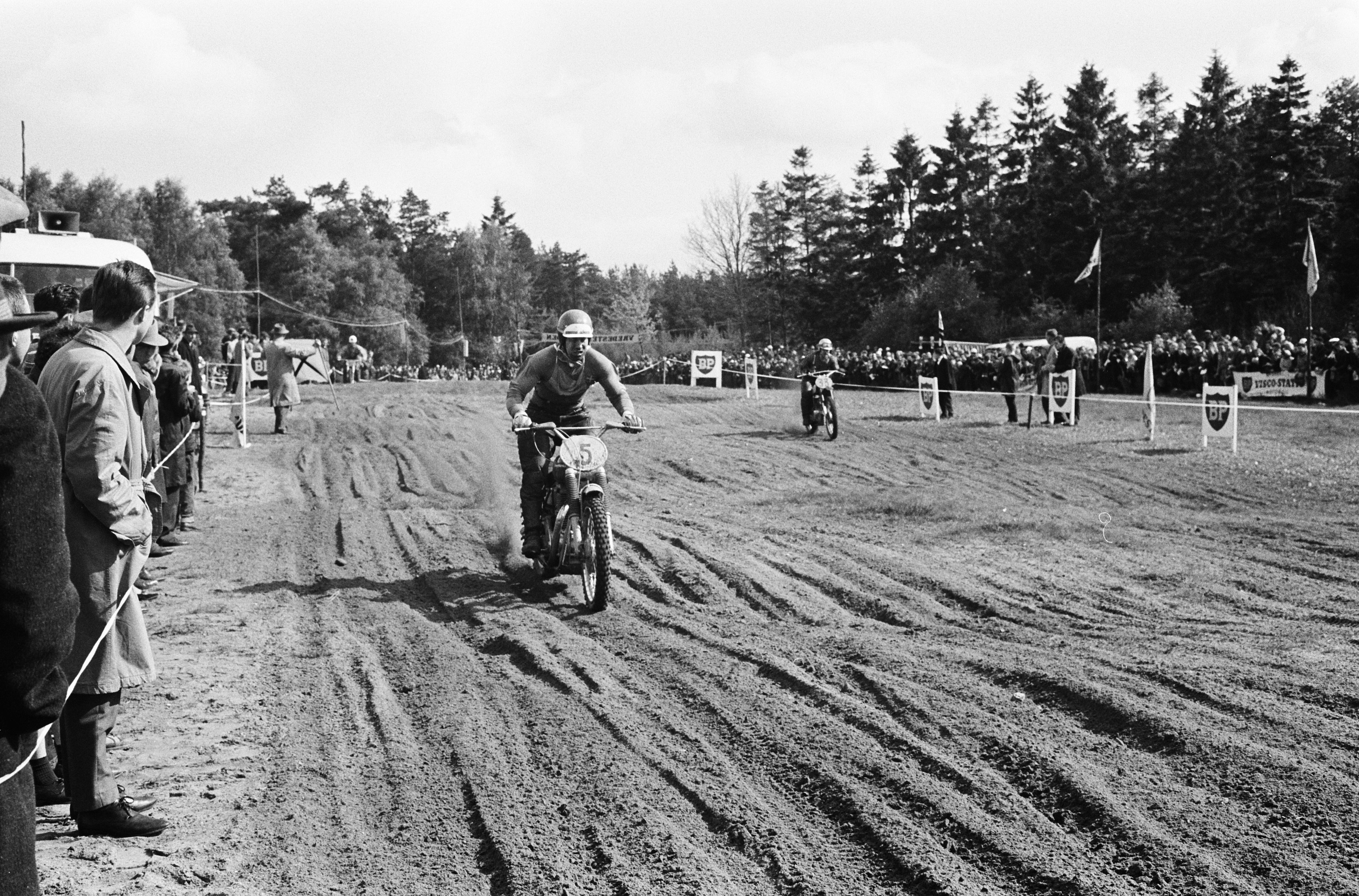
1963, Markelo: Rolf Tibblin
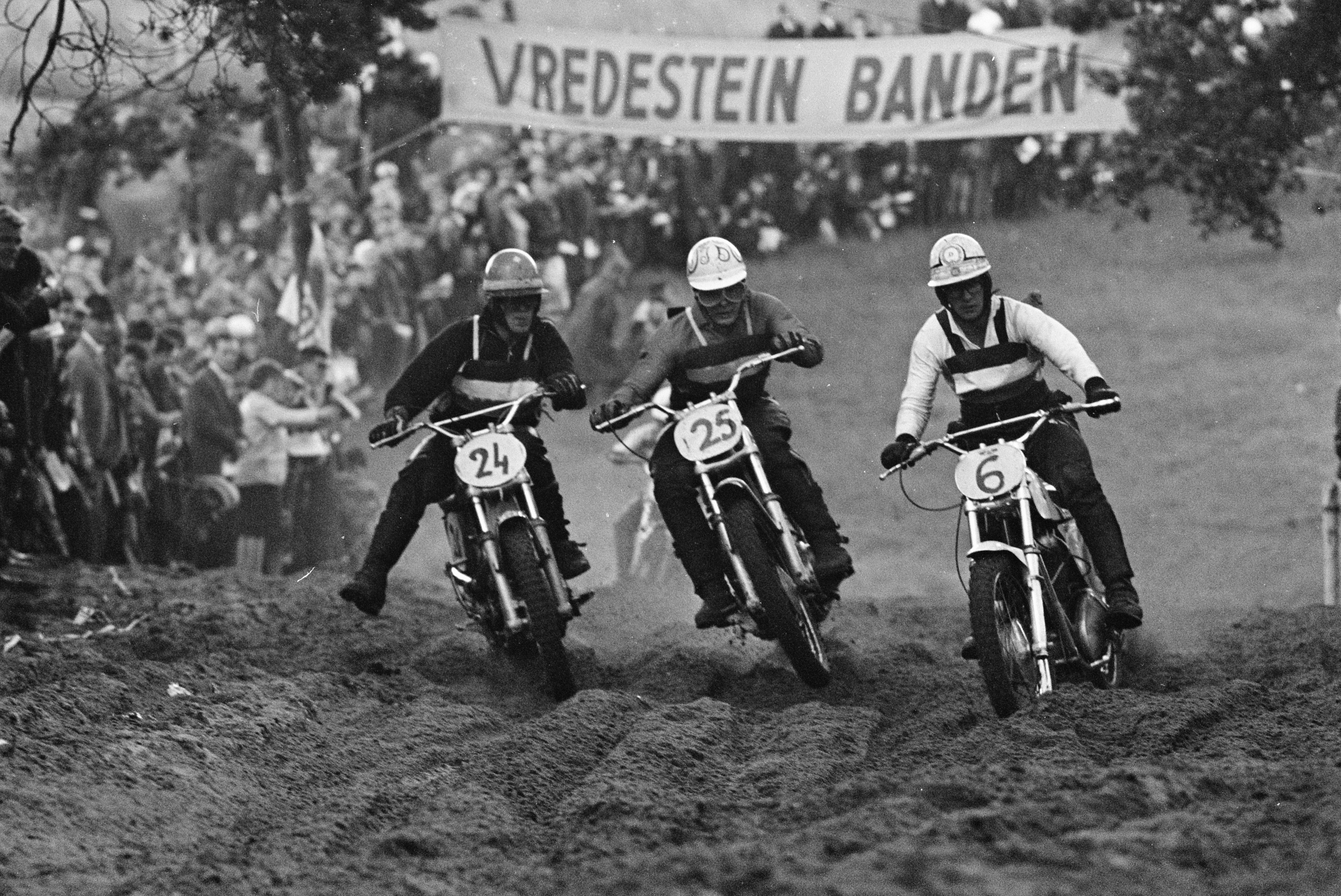
1965, Bergharen
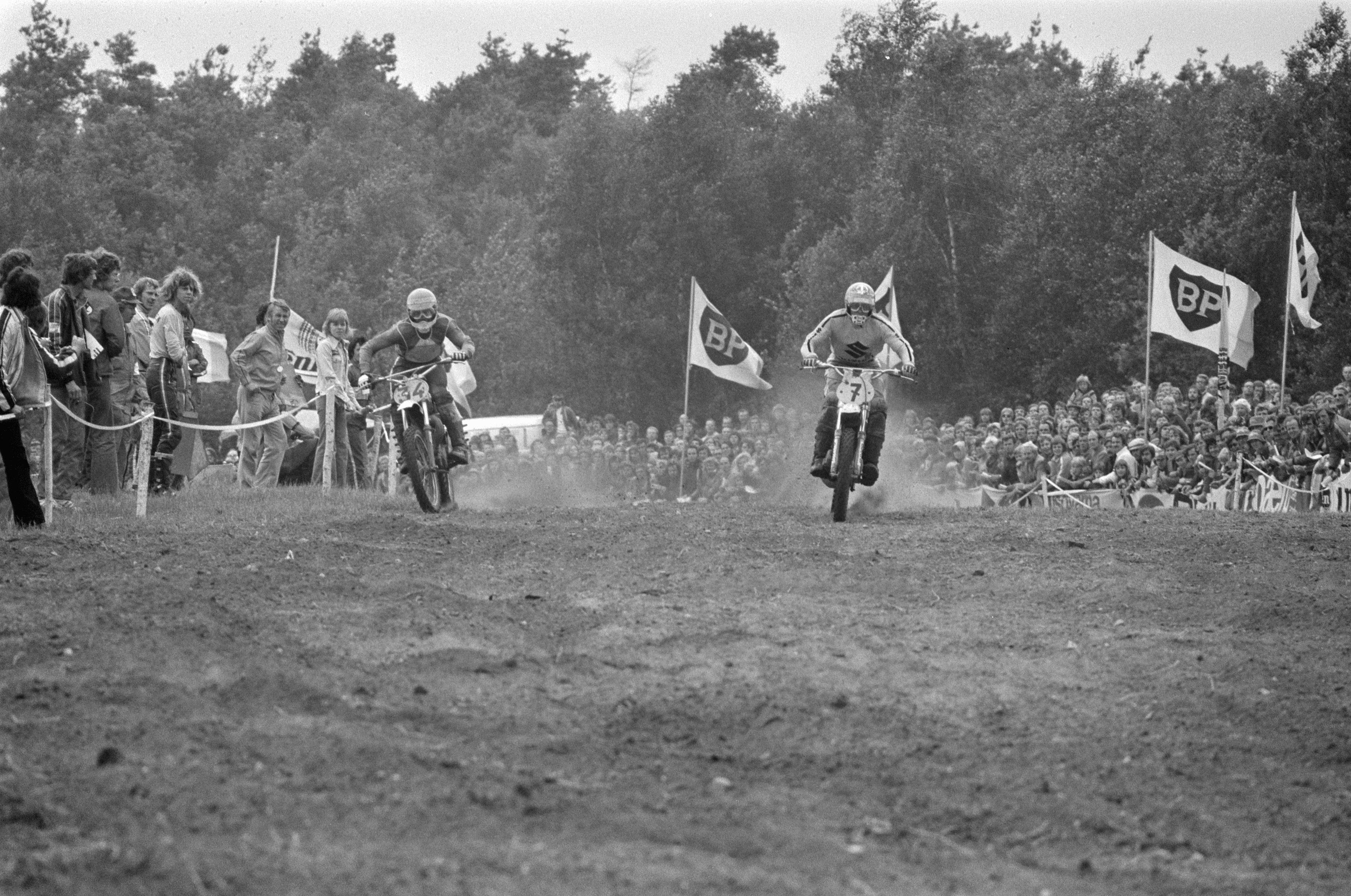
1974, Markelo: Heikki Mikkola i Gerrit Wolsink
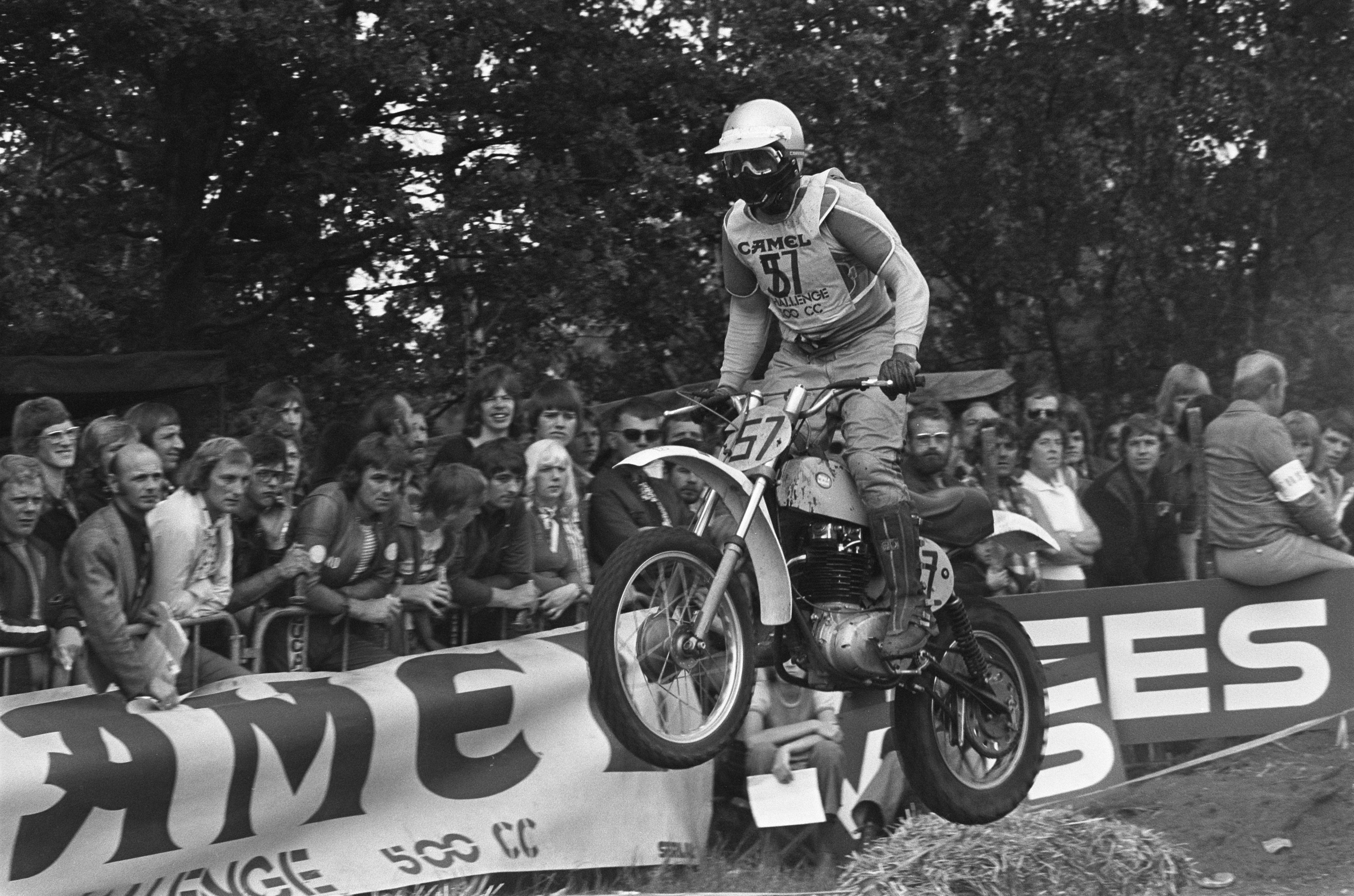
1975, Lichtenvoorde: John Banks (CCM)